# Rayleighverdeling
In de kansrekening en de statistiek is de Rayleighverdeling een continue kansverdeling voor positief gewaardeerde willekeurige variabelen. Het is een chi-verdeling in twee vrijheidsgraden.

## Wiskundige achtergrond
Een stochast heeft vaak een Rayleighverdeling wanneer de algehele grootte van een vector gerelateerd is aan de richtingscomponenten. Een voorbeeld waarbij de Rayleighverdeling ontstaat, is wanneer de windsnelheid in twee dimensies wordt geanalyseerd. Ervan uitgaande dat elke component ongecorreleerd is, normaal verdeeld is met gelijke variantie en nul gemiddelde, dan zal de algehele windsnelheid (vectorgrootheid) worden gekenmerkt door een Rayleighverdeling. Een tweede voorbeeld van de verdeling ontstaat in het geval van willekeurige complexe getallen waarvan de reële en imaginaire componenten onafhankelijk en identiek Gaussisch verdeeld zijn met gelijke variantie en nulgemiddelde. In dat geval is de absolute waarde van het complexe getal Rayleigh verdeeld.
De verdeling is genoemd naar Lord Rayleigh.

### De kansdichtheidsfunctie
De kansdichtheidsfunctie van de Rayleighverdeling is 
{\displaystyle f(x;\sigma )={\frac {x}{\sigma ^{2}}}e^{-x^{2}/(2\sigma ^{2})},\quad x\geq 0,}
waar σ is de schaalparameter van de verdeling. De cumulatieve verdelingsfunctie is 
{\displaystyle F(x;\sigma )=1-e^{-x^{2}/(2\sigma ^{2})}}
voor {\displaystyle x\in [0,\infty ).}

### Relatie met willekeurige vectorlengte
Beschouw de tweedimensionale vector {\displaystyle Y=(U,V)} met componenten die normaal verdeeld zijn, gecentreerd op nul en onafhankelijk. Dan hebben {\displaystyle U} and {\displaystyle V} de dichtheidsfuncties:
{\displaystyle f_{U}(x;\sigma )=f_{V}(x;\sigma )={\frac {e^{-x^{2}/(2\sigma ^{2})}}{\sqrt {2\pi \sigma ^{2}}}}.}
Stel dat {\displaystyle X} de lengte is van {\displaystyle Y}. Dan is: {\displaystyle X={\sqrt {U^{2}+V^{2}}}.} Dan heeft {\displaystyle X} een cumulatieve dichtheidsfunctie 
{\displaystyle F_{X}(x;\sigma )=\iint _{D_{x}}f_{U}(u;\sigma )f_{V}(v;\sigma )\,dA,}
waarbij {\displaystyle D_{x}} de cirkelwaarde is
{\displaystyle D_{x}=\left\{(u,v):{\sqrt {u^{2}+v^{2}}}<x\right\}.}
Als de dubbele integraal geschreven wordt in poolcoördinaten wordt dit
{\displaystyle F_{X}(x;\sigma )={\frac {1}{2\pi \sigma ^{2}}}\int _{0}^{2\pi }\int _{0}^{x}re^{-r^{2}/(2\sigma ^{2})}\,dr\,d\theta ={\frac {1}{\sigma ^{2}}}\int _{0}^{x}re^{-r^{2}/(2\sigma ^{2})}\,dr.}
Ten slotte is de kansdichtheidsfunctie voor {\displaystyle X} de afgeleide van zijn cumulatieve verdelingsfunctie, wat volgens de fundamentele hoofdstelling van de algebra is:
{\displaystyle f_{X}(x;\sigma )={\frac {d}{dx}}F_{X}(x;\sigma )={\frac {x}{\sigma ^{2}}}e^{-x^{2}/(2\sigma ^{2})},}
hetgeen de Rayleighverdeling is. 

### Eigenschappen
De onbewerkte momenten worden gegeven door: 
{\displaystyle \mu _{j}=\sigma ^{j}2^{j/2}\,\Gamma \left(1+{\frac {j}{2}}\right),}
waar {\displaystyle \Gamma (z)} de gamma-functie is.
Het gemiddelde van een willekeurige Rayleigh-variabele is dus: 
{\displaystyle \mu (X)=\sigma {\sqrt {\frac {\pi }{2}}}\ \approx 1,253\ \sigma .}
De variantie van een willekeurige Rayleigh-variabele is: 
{\displaystyle \operatorname {var} (X)=\mu _{2}-\mu _{1}^{2}=\left(2-{\frac {\pi }{2}}\right)\sigma ^{2}\approx 0,429\ \sigma ^{2}}
De modus is {\displaystyle \sigma ,} en de maximale kansdichtheid is 
{\displaystyle f_{\max }=f(\sigma ;\sigma )={\frac {1}{\sigma }}e^{-1/2}\approx {\frac {0,606}{\sigma }}.}
De scheefheid wordt gegeven door: 
{\displaystyle \gamma _{1}={\frac {2{\sqrt {\pi }}(\pi -3)}{(4-\pi )^{3/2}}}\approx 0,631}
De kurtosis wordt gegeven door: 
{\displaystyle \gamma _{2}=-{\frac {6\pi ^{2}-24\pi +16}{(4-\pi )^{2}}}\approx 0,245}
De karakteristieke functie is gegeven als:
{\displaystyle \varphi (t)=1-\sigma te^{-{\frac {1}{2}}\sigma ^{2}t^{2}}{\sqrt {\frac {\pi }{2}}}\left[\operatorname {erfi} \left({\frac {\sigma t}{\sqrt {2}}}\right)-i\right]}
waar {\displaystyle \operatorname {erfi} (z)} de imaginaire errorfunctie is.

### Betrouwbaarheidsintervallen
Om het (1 − α ) betrouwbaarheidsinterval te vinden, moeten eerst de grenzen {\displaystyle [a,b]} gevonden worden waar:
{\displaystyle P(\chi _{2N}^{2}\leq a)=\alpha /2,\quad P(\chi _{2N}^{2}\leq b)=1-\alpha /2}
De schaalparamters vallen dan binnen de volgende grenzen:
{\displaystyle {\frac {{2N}{\overline {x^{2}}}}{b}}\leq {\sigma }^{2}\leq {\frac {{2N}{\overline {x^{2}}}}{a}}}

## Toepassingen

### Rayleighverdeling en golfhoogten

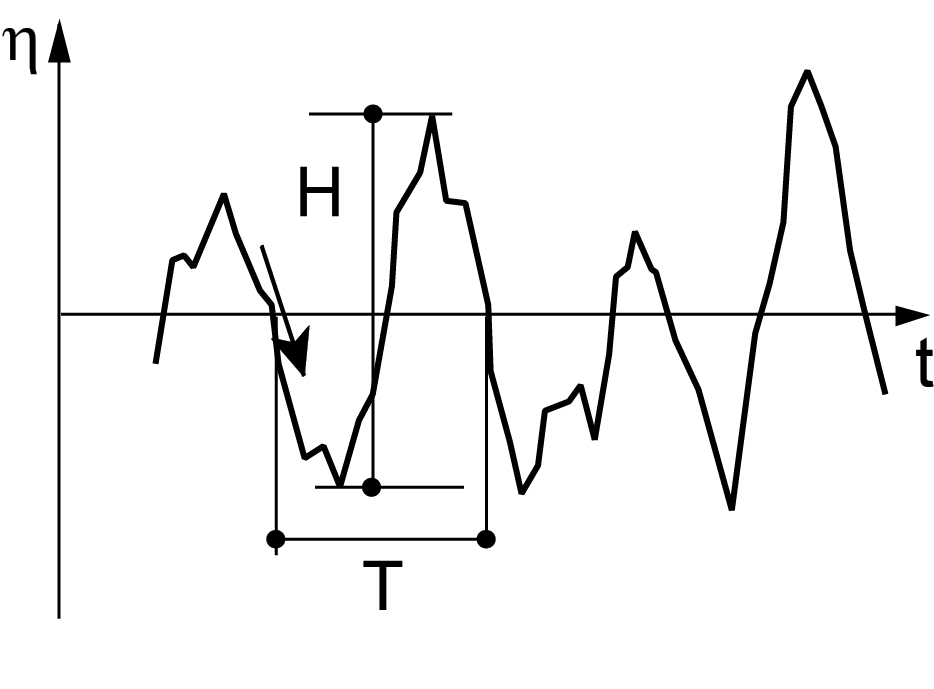
definitie van golfhoogte

In een normaal, door de wind gegenereerd golfveld hebben alle golven een andere hoogte. De uitwijking van het wateroppervlak als functie van de tijd (t) is in de figuur links aangegeven als η. Een enkele golfhoogte is nu gedefinieerd als het maximale hoogteverschil H tussen twee neerwaarts gaande nuldoorgangen van het wateroppervlak. Zie figuur. Uit al deze individuele golven kan men de significante golfhoogte Hs berekenen, het gemiddelde van het hoogste derde deel van de golven. Als men vervolgens alle waarnemingen deelt door Hs, en de gevonden punten plot, krijgt men de lijn die in de rechter figuur is aangegeven. 

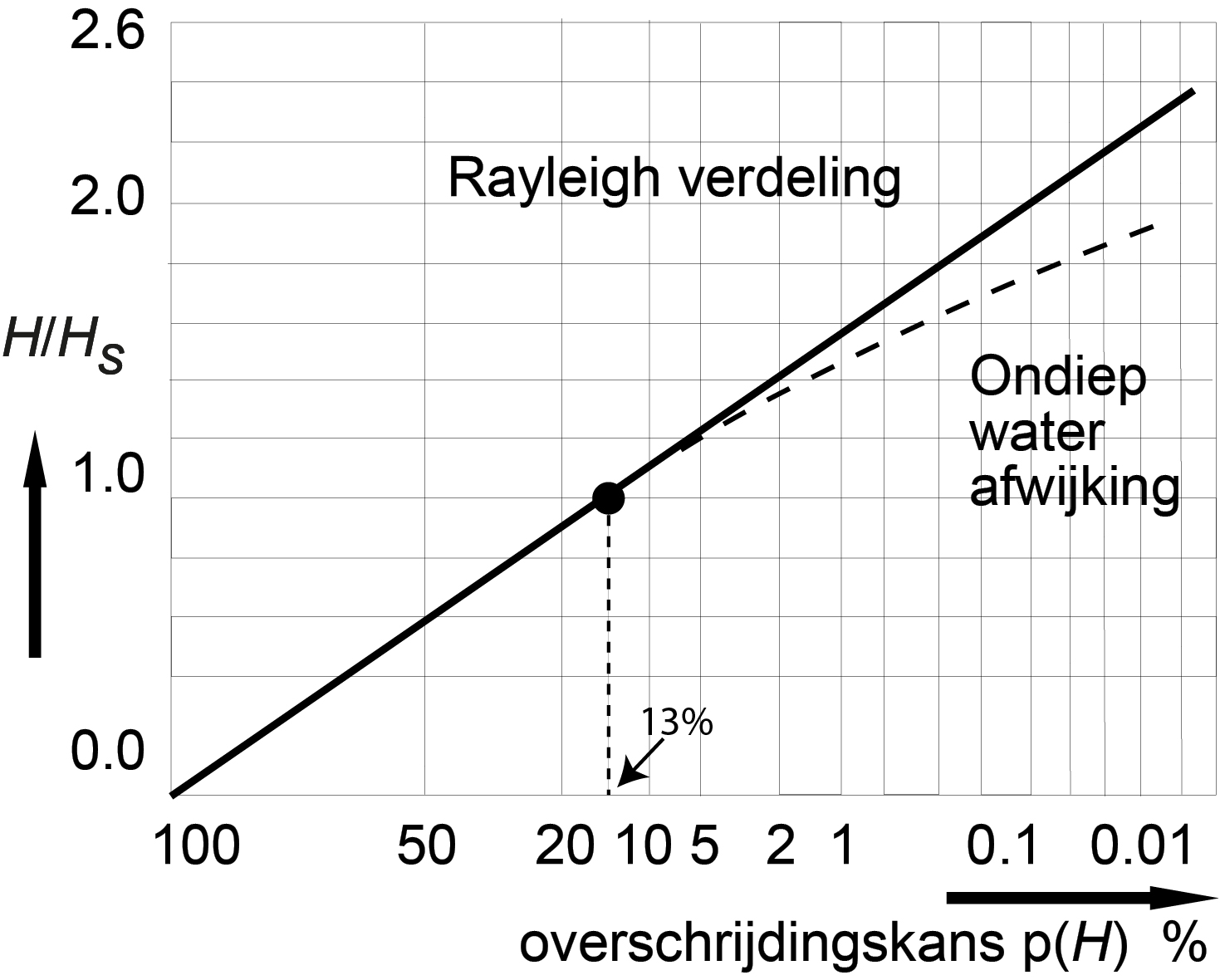
Rayleighverdeling voor golven

Deze grafiek is wiskundig te beschrijven als:
{\displaystyle p({\underline {H}}>H)=exp\left[-2\left({\frac {H}{H_{s}}}\right)^{2}\right]}
Hierin is {\displaystyle p({\underline {H}}>H)} de kans dat een bepaalde {\displaystyle {\underline {H}}} groter is dan een gekozen H. De grootte van die kans is de waarde die de formule geeft. Het blijkt dat voor H = Hs de kans 13,5% bedraagt. Dit betekent dat 13,5% van de golven in een golfveld groter is dan Hs. 
De gemiddelde golfhoogte (H50%) is ongeveer 0,6 Hs, en de rms-golfhoogte (root-mean-square) Hrms is √2Hs. De Hrms wordt door 37% van de golven in het golfveld overschreden. De Hrms is het gemiddelde van het kwadraat van alle individuele golven; deze waarde wordt soms geprefereerd, omdat hij een goede beschrijving geeft van de totale energie in een golfveld (de energie van een golf is gerelateerd aan de golfhoogte in het kwadraat, zie ook golfspectrum). Ook is af te leiden dat de golf die in 1% van de gevallen overschreden wordt 1,5 Hs is, en de golf die in 0,1% van de gevallen overschreden wordt 1,85 Hs is.
Hiermee kan ook een schatting gemaakt worden van de hoogste golf in een storm. Stel er is op de Noordzee een storm van drie uur met een Hs van 5 m. De periode van die golven zal ongeveer 10 s zijn (dan is de steilheid dus 3%). In een storm van drie uur zitten dan ca. 1000 golven. De hoogste golf is de 0,1% golf, en die is 1,85 Hs, dus ruim 9 m hoog.
In ondiep water gaan golven breken (branding). Hierbij zullen de grootste golven het eerste breken. Door dit proces zal de verdeling wat afplatten, zoals aangegeven is in de figuur. Mathematisch kan dit beschreven worden met een Battjes-Groenendijk verdeling. 

### Rayleighverdeling en MRI
Een toepassing van de schatting van σ kan worden gevonden in magnetische resonantie beeldvorming (MRI). Omdat MRI-afbeeldingen worden vastgelegd als complexe afbeeldingen maar meestal worden gezien als afbeeldingen met alleen grootte informatie, worden de achtergrondgegevens Rayleigh verdeeld. Daarom kan de Rayleighverdeling worden gebruikt om de ruisvariantie in een MRI-beeld van achtergrondgegevens te schatten. 